# Джек Раян (персонаж)
Джек Раян (англ. Jack Ryan) — вигаданий персонаж, який з'являється в романі Тома Кленсі «Полювання за Червоним Жовтнем» 1984 року і стає постійним героєм пригодницьких і шпигунських романів Тома Кленсі впродовж майже 30 років. Після смерті Тома Кленсі 2013 року група авторів (Марк Грені, Грант Блеквуд, Майк Мейдн і Марк Кемерон) продовжує за згодою нащадків Кленсі використання персонажа у нових романах.

## Вигадана біографія
Джек Раян, син детектива і медсестри, уродженець Балтимору, був молодшим лейтенантом, морпіхом США. Під час військових навчань отримав травму спини і залишив службу, ставши брокером балтиморського відділення інвестиційної компанії. Успішна робота Раяна привертає увагу одного зі старших віцепрезидентів інвесткомпанії Джо Мюллера, під час зустрічі з яким Джек Раян знайомиться з його дочкою Керолайн «Кеті» Мюллер, майбутньою дружиною Джека.
Через чотири роки Раян вступає до Джорджтаунського університету, де отримує науковий ступінь доктора історії. Він починає працювати професором Військово-морської Академії США. Через деякий час Джека залучають до роботи в ЦРУ. Його використовують як аналітика, потім польового агента і, врешті, заступника директора ЦРУ. Після завершення роботи в ЦРУ Джек Раян працював радником з питань національної безпеки і віцепрезидентом США, а потім два терміни Президентом США.

## Серія романів
Персонаж Джека Раяна діє в наступних романах (відсортовано згідно з хронологією сюжетної лінії):
- «Ігри патріотів» (Patriot Games) (1987)
- «Червоний кролик» (Red Rabbit) (2002)
- «Полювання за Червоним Жовтнем» (The Hunt for Red October) (1984)
- «Кремлівський кардинал» (The Cardinal of the Kremlin) (1988)
- «Пряма та очевидна загроза» (Clear and Present Danger) (1989)
- «Сума всіх страхів» (The Sum of All Fears) (1991)
- «Борг честі» (Debt of Honor) (1994)
- «Виконавчі накази» (Executive Orders) (1996)
- «Ведмідь і Дракон» (The Bear and the Dragon) (2000)
- «Живим чи мертвим»  (Dead or Alive) (2010) — у співавторстві із Грантом Блеквудом
- «В одній зв'язці» (Locked On) (2011)
- «Вектор загрози» (Threat Vector) (2012)
- «Право остаточного рішення» (Command Authority) (2013) — у співавторстві із Марком Грені

Після смерті Тома Кленсі серію романів з Джеком Раяном продовжили інші письменники.

## Кіноадаптації
Станом на 2024 знято п'ять фільмів на основі романів Тома Кленсі про Джека Раяна.
- «Полювання за «Червоним Жовтнем»» (1990)
  - роль Джека Раяна виконав Алек Болдвін
- «Ігри патріотів» (1992)
- «Пряма та очевидна загроза» (1994)
  - роль Джека Раяна в обох фільмах виконав Гаррісон Форд
- «Ціна страху» (2002)
  - роль Джека Раяна виконав Бен Аффлек
- «Джек Раян: Теорія хаосу» (2014)
  - роль Джека Раяна виконав Кріс Пайн

## Телебачення
2018 року відбулася прем'єра телесеріалу «Джек Раян», який наприкінці 2022 року продовжений на четвертий сезон. Роль Джека Раяна виконує Джон Кразінські.